# آن باكر
آن اليزابيث باكر MBE (ولد في 8 مارس 1942) هي عداءة إنجليزية سابقة، في سباق حواجز والقفز الطويل. فازت بميدالية ذهبية في سباق 800 متر وفضية في 400 متر في دورة الألعاب الأولمبية الصيفية لعام 1964.

## سيرة
في عام 1959، فازت باكر بلقب المدارس الإنجليزية لمسافة 100 ياردة. العام المقبل شاركت دوليًا في القفز الطويل. التحقت بمدرسة قواعد ديدكوت للبنات (الآن مدرسة ديدكوت للبنات).

## المسيرة الرياضية
في عام 1962، وصلت إلى نهائيات سباق 200 متر في بطولة أوروبا وفي سباق 80 متر حواجز في ألعاب الكومنولث؛ كانت أيضًا جزءًا من فريق 4 × 110 ياردة تتابع الذي فاز بميداليتين في هذه المسابقات. في عام 1963، ركزت على سباق 400 متر، وبالفعل في سباق 400 متر الرابع لها، ركضت وقتًا على مستوى العالم بلغ 53.6 ثانية. 

### الميدالية الذهبية الوحيدة
عندما اختيرت للفريق الأولمبي البريطاني عام 1964، عملت باكر معلمة للتربية البدنية في مدرسة مقاطعة كومب للبنات، نيو مالدن [الإنجليزية] بسري. درب دينيس واتس آن وكانت عضوًا في نادي ريدينغ الرياضي [الإنجليزية] عندما اختيرت للمنتخب الأولمبي البريطاني. وقد شاركت في الألعاب الأولمبية غرفة مع ماري راند صاحبة الميدالية الذهبية في القفز الطويل. كان باكر تأمل في الفوز بسباق 400 متر، لكنها خسرت واحتلت المركز الثاني بعد الاسترالية بيتي كثبرت، على الرغم من تسجيلها رقمًا قياسيًا أوروبيًا جديدًا بـ52.20 ثانية. ولخيبة أملها، خططت باكر لتخطي سباق 800 متر وقامت برحلة تسوق بدلاً من ذلك، حتى أقنعها خطيبها روبي برايتويل [الإنجليزية] بالمنافسة. قبل الألعاب الأولمبية، لم يكن لدى باكر سوى خمسة سباقات محلية لمسافة 800 متر؛  كانت قد قطعت مسافة أطول لتحسين قدرتها على التحمل، وحصلت على المركز البريطاني الثالث في اللحظة الأخيرة.
في منافساتها التمهيدية ونصف النهائي، احتلت باكر المركزين الخامس والثالث، مسجلةً 2:12.6 و 2:06.0 على التوالي، حيث هزمت العداءة الفرنسية ماريفون دوبورور [الإنجليزية]، مسجلةً 2:04.5 و 2:04.1. وهكذا بدأت النهائي في ثاني أبطأ متسابق من بين الثمانية، بعد أن تسابقت سابقًا على المسافة سبع مرات فقط. كانت باكر في المركز السادس عند الـ400 متر خلف دوبورور. بدأت عدوها السريع حتى النهاية بحوالي 150 مترًا، وانتقلت إلى المركز الثالث عند 100 متر وأخذت زمام المبادرة في النهائي على التوالي، مستخدمة سرعتها في الركض لتفوز بالميدالية الذهبية. حطمت الرقم القياسي العالمي بزمن قدره 2:01.1 دقيقة. وتعليقًا على فوزها، قالت باكر: «سباق المسافات المتوسطة للسيدات لا يزال في مهده، ولم يتم تشغيل سباق 800 متر إلا في روما قبل أربع سنوات فقط للمرة الأولى. لم أكن أعرف شيئًا عن الحدث، لكن كوني ساذجة للغاية ربما كان في صالحي؛ هذا يعني أنه ليس لدي أي قيود في رأسي فيما يتعلق بما ينبغي أو يمكنني القيام به. ثبت أن الجهل نعمة.» "  عُرض أداء باكر الفائز في أولمبياد طوكيو [الإنجليزية]، الفيلم الوثائقي الرسمي للألعاب الذي أخرجه كون إيشيكاوا.

### الاعتزال المبكر
بعد فوزها بالميدالية الذهبية، أعلنت اعتزالها عن عمر يناهز 22 عامًا، وبالتالي حصلت على واحدة من أقصر المهن في ألعاب القوى بين أي فائزة بميدالية ذهبية أولمبية. استغرق الأمر أربعين عامًا أخرى قبل أن تفوز امرأة بريطانية أخرى، كيلي هولمز، بسباق 800 متر، على الرغم من نجاح الرجال البريطانيين في هذه المسافة. في وقت لاحق من نفس الألعاب، فاز روبي برايتويل بميدالية فضية في 4 × 400 م تتابع

## الحياة العئلية
تزوجت بروبي برايتويل في وقت لاحق وأنجبت ثلاثة أبناء، جاري، عداء 400 متر مثل والدته، وإيان وديفيد، الأخيران أصبحا لاعبي كرة القدم مع مانشستر سيتي. عُينا كل منها وروبي في MBEs في عام 1965. في عام 2011، نشر برايتويل كتابًا يشرح بالتفصيل حياتهم المهنية: «روبي برايتويل وفتاته الذهبية: الفخامة والاحترام من الماضي» (بالإنجليزية: Robbie Brightwell and his Golden Girl: The Posh and Becks of Yesteryear).  يعيش باكر الآن في كونغليتون في شيشاير.

## تكريمات
في عام 2009، تم إدخال باكر في  قاعة مشاهير ألعاب القوى في إنجلترا [الإنجليزية]. 
في عام 1966، ظهرت باكر في تجربة لبرنامج تاريخ تلفزيون بي بي سي، كرونيكل [الإنجليزية]، ليرى إلى أي مدى يمكن للأوز أن يمشي في يوم واحد. اختيرت لأنها مهما ذهب الأوز، فإنها ستظل معهم في النهاية. 
صُور فوز باكر بالميدالية الذهبية 800 متر في دورة الألعاب الأولمبية الصيفية في طوكيو عام 1964 بشكل ملحوظ في الفيلم الوثائقي المذهل أولمبياد طوكيو (1965) الذي أخرجه كون إيشيكاوا. يُعرض السباق (واحتفال باكر مع الأصدقاء والأحباء بعد الفوز) بالكامل بدءًا من الدقيقة 59:30 من الفيلم.
أفضل شخصية رياضية: 100يارد 10.9 (1963)، 10.8w (1960)؛ 100 م 11.7w، 12.0 (1960)، 200 م 23.7 (1964)، 400 م 52.20 (1964)، 800 م 2:01.1 (1964)، 80 م 11.4 (1960)، القفز العالي 1.60 (1959)، القفز الطويل 5.92 (1960)، سباق خماسي 4294 ( الجداول القديمة) (1963).

## روابط خارجية
- مقال بي بي سي سبورت
- مقالة سبورتنج لايف على آن باكر
- صورة آن باكر (يسار) مع ماري راند
- أولمبياد طوكيو - فيلم لكون إيتشيكاوا (مجموعة معايير)

- آن باكر على موقع الاتحاد الدولي لألعاب القوى (الإنجليزية)
- آن باكر على موقع ThePowerOf10.info (الإنجليزية)
- آن باكر على موقع اللجنة الأولمبية الدولية (الإنجليزية)
- آن باكر على موقع أوليمبيديا (الإنجليزية)
- آن باكر على موقع اللجنة الأولمبية البريطانية (الإنجليزية)
- آن باكر على موقع اتحاد ألعاب الكومنولث (مؤرشف) (الإنجليزية)